# Montesano (Washington)
Montesano è un comune degli Stati Uniti d'America, capoluogo della contea di Grays Harbor, nello Stato di Washington. La popolazione secondo il censimento del 2000 era di 3.312 abitanti, passati a 3.578 secondo una stima del 2007. Al 2013 la popolazione risultava essere 4.001.
Dal 1978 al 1982 Kurt Cobain, il frontman dei Nirvana, visse a Montesano con il padre e la matrigna.